# Тагомайзер

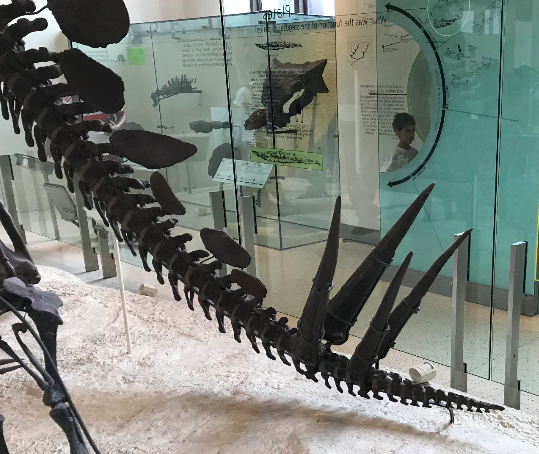
Тагомайзер

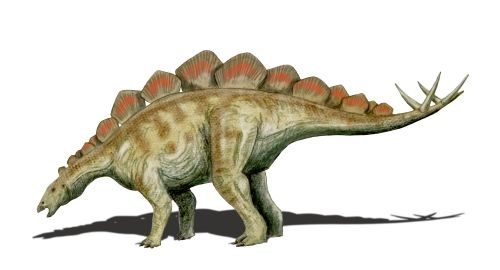
2 парных хвостовых шипа — типичный признак Гесперозавра

Тагомайзер (англ. thagomizer) — распространенное, но не официальное наименование костистого нароста и шипов на конце хвоста некоторых динозавров, в первую очередь стегозавров. Предполагается, что использовались для обороны от хищников.
Кроме стегозавров обнаружены также у родственной им группы анкилозавров.

## Происхождение термина
Термин был придуман карикатуристом Гэри Ларсоном для The Far Side, а уже затем был использован палеонтологом Кеннетом Карпентером.